# Ray Bryant
Pour les articles homonymes, voir Bryant.
Ray Bryant, de son vrai nom Raphael Homer Bryant (né à Philadelphie le 24 décembre 1931 et mort à New York le 2 juin 2011) est un pianiste de jazz américain. Il est le frère de Tommy Bryant, contrebassiste de jazz et de Len Bryant, chanteur et batteur.

## Biographie

### Enfance et famille
Né à Philadelphie, Ray Bryant commence à jouer du piano à l'âge de six ans, et apprend la contrebasse au collège. Il devient musicien professionnel avant sa majorité. Le contrebassiste Tommy Bryant et le batteur et chanteur Len Bryant sont ses frères.
Les musiciens Kevin Eubanks, Duane Eubanks, et Robin Eubanks sont ses neveux, leur mère étant Vera Eubanks, sœur de Ray Bryant, pianiste et organiste de gospel.

### Débuts
En 1948-1949, Ray Bryant part en tournée avec le guitariste Tiny Grimes. Il devient le pianiste attitré du Blue Note de Philadelphie de 1953 à 1956, où il accompagne de nombreux autres musiciens de premier plan comme Lester Young, Jo Jones, Charlie Parker, Miles Davis ou Sonny Stitt. Il joue également avec Sonny Rollins, Melba Liston, ou Coleman Hawkins, et accompagne des chanteuses comme Carmen McRae ou Aretha Franklin.
Il déménage ensuite à Détroit, dans le Michigan. À partir de la fin des années 1950, il dirige un trio avec lequel il donne des concerts dans le monde entier, et se produit également en solo.

### 1959–1971
Bryant s'installe à New York en 1959, où il joue à la fois du jazz classique et du hard bop contemporain. Sa période antérieure au Blue Note de Philadelphie l'aide à trouver du travail, car il connaît déjà beaucoup de musiciens basés à New York. Pendant trois mois en 1959, Bryant est le pianiste du petit groupe de la chanteuse Ella Fitzgerald. Bryant enregistre avec « Hal Singer, Arnett Cobb, Benny Golson, Lem Winchester et Oliver Nelson » en 1959.
Pendant une dizaine d'années à partir de ce moment, son propre trio comprend des bassistes comme Tommy Bryant et Jimmy Rowser, et des batteurs comme Walter Perkins, Mickey Roker, Grady Tate et Freddie Waits. Il forme son propre trio et est signé par le producteur et découvreur de talents John Hammond chez Columbia Records en 1960. Leur premier album contient le tube Little Susie, un blues créé lorsque Bryant était avec Jones. Signature Records réagit immédiatement en publiant sa propre version de Bryant jouant le même morceau. Cette version, vendue sous le nom de Little Susie (Part 4), atteint la 12e place du classement Billboard Hot R&B.
Hammond a également associé Bryant à la chanteuse Aretha Franklin pour l'album Aretha : With the Ray Bryant Combo en 1960. Bryant se trouvait à Baltimore avec Hammond lorsque l'engouement pour la danse Madison s'est développé et, à la suggestion du producteur, a adapté une composition antérieure pour la danse - elle a été rebaptisée Madison Time. Elle atteint la 30e place du Billboard Hot 100 en 1960,. Un autre single de Bryant - Sack o' Woe - apparaît dans le classement R&B en 1961.
En 1963, Bryant passe à Sue Records et enregistre le premier de ses quatre albums pour le label. Trois ans plus tard, il est chez Cadet Records, « qui l'a enregistré dans une variété de contextes, du trio à l'orchestre ». Bien qu'il n'ait pas étudié l'arrangement de manière formelle, Bryant a également joué ce rôle pour plusieurs morceaux de cor et de cordes pour Cadet Records.
Il connait un autre succès dans le top 100 avec une reprise de Ode to Billie Joe de Bobbie Gentry en 1967. Le succès de Bryant a irrité certains puristes du jazz, mais le pianiste a soutenu qu'il ne se sentait pas concerné et qu'il avait joué ce genre de morceaux dans des clubs pendant des années avant que les enregistrements ne deviennent un succès commercial.

### 1972–2011
Après sa performance au Montreux Jazz Festival en 1973, il parcourt régulièrement les scènes européennes, et se distingue en tant que compositeur de jazz, avec à son actif des thèmes tels que Cubano Chant, The Time Madison, Monkey Business, ou Little Susie.
Avec son frère Tommy Bryant et l'acteur Oz Perkins, il forme le backing band de la comédie Off-Broadway Cambridge Circus (en), qui est donnée en 1964 au Square East (avec John Cleese, Bill Oddie (en), Tim Brooke-Taylor (en), David Hatch (en), Jo Kendall (en), Graham Chapman, Jonathan Lynn, et Jean Hart).
Ray Bryant décède en 2011 à l'âge de 79 ans dans le Queens, à New York, des suites d'une longue maladie,.

## Discographie

### Albums solo
- 1958 : Alone with the Blues (New Jazz Records, Prestige, Fantasy, réédition sous le titre : Ray Bryant - Me and the Blues)
- 1958 : Joy c/w Stocking Feet (Prestige Records)
- 1962 : Hollywood Jazz Beat (Columbia Records, avec la Richard Wess Orchestra)
- 1973 : Alone At Montreux (Atlantic Records)
- 1976 : Solo Flight (Pablo Records, Fantasy Records)
- 1977 : Montreux '77 (Live) (album live ; Pablo Records, Fantasy Records)
- 1990 : Plays Blues And Ballads (Jazz Connaisseur)
- 1993 : Somewhere In France (Label M Records)
- 1994 : Inimitable (avec Ray Brown, Jazz Connaisseur)
- 1995 : Solo Live In Tokyo - Plays Blues and Boogie (EmArcy Records)
- 2008 : In The Back Room (Evening Star Records)

### Ray Bryant Trio
- 1957 : Ray Bryant Trio (Prestige Records, New Jazz, Fantasy)
- 1959 : Ray Bryant Plays (Signature Records)
- 1960 : Little Susie (Columbia Records)
- 1961 : Con Alma (Columbia Records)
- 1963 : Groove House (Sue Records)
- 1964 : Ray Bryant at Basin Street East (Sue Records)
- 1964 : Cold Turkey (Sue Records)
- 1964 : Soul (Sue Records)
- 1966 : Gotta Travel On (Cadet Records)
- 1966 : It Was a Very Good Year c/w Gotta Travel On (Cadet Records)
- 1967 : The Ray Bryant Touch (Cadet Records)
- 1967 : Little Suzie c/w City Tribal Dance (Cadet Records)
- 1969 : Sound Ray (Cadet Records)
- 1970 : MCMLXX (Atlantic Records)
- 1970 : Shake-A-Lady c/w Let It Be (Atlantic Records)
- 1975 : Hot Turkey (Black & Blue Records)ll>
- 1976 : Here's Ray Bryant (Pablo Records, Fantasy Records)
- 1978 : All Blues (Pablo Records, Fantasy Records)
- 1980 : Potpourri (Pablo Records, Fantasy Records)
- 1987 : Today (EmArcy Records)
- 1987 : Ray Bryant Plays Basie And Ellington (EmArcy Records)
- 1988 : Blue Moods (EmArcy Records)
- 1988 : Golden Earrings (EmArcy Records)
- 1989 : All Mine… and Yours (EmArcy Records)
- 1992 : Through the Years, Vol. 1 (EmArcy Records)
- 1992 : Through the Years, Vol. 2 (EmArcy Records)
- 1994 : Ray Bryant Meets Ray Brown + 1 Double RB (EmArcy Records)
- 1997 : North of the Border (Label M Records)
- 1998 : Ray's Tribute to His Jazz Piano Friends (JVC Music)

### Ray Bryant Quartet
- 1956 : The Music Of Cole Porter: Jazz Rhythm Series, Vol. 5 (Music Minus One Records, avec Ray Bryant, Kenny Burrell, George Duvivier, Art Taylor)
- 1961 : Swinging With Charlie (Sesac Records)
- 1963 : Groove House (Sue Records)
- 1994 : No Problem (Cadet Records)

### Ray Bryant Quintet
- 1966 : Gotta Travel On (Cadet Records)
- 1966 : It Was A Very Good Year c/w Gotta Travel On (Cadet Records)
- 1968 : Up Above The Rock (Cadet Records)
- 1968 : Poochie c/w Mrs. Robinson (Cadet Records)
- 1968 : Up Above The Rock c/w Little Green Apples (Cadet Records)
- 1968 : Quizas, Quizas, Quizas c/w After Hours (Cadet Records)

### Ray Bryant Sextet
- 1961 : Madison Time (Columbia Records)
- 1961 : Dancing The Big Twist (Columbia Records)
- 1974 : In the Cut (EmArcy Records ; Ray Bryant Quintet with Charles Stepney's Orchestra)

### Ray Bryant with Richard Evans' Orchestra
- 1966 : Lonesome Traveler (Cadet Records)
- 1966 : Slow Freight (Cadet Records)
- 1966 : Slow Freight c/w If You Go Away (Cadet Records)
- 1967 : Take A Bryant Step (Cadet Records)
- 1967 : Ode To Billy Joe c/w Ramblin' (Cadet Records)
- 1967 : Dinner On The Grounds c/w to Sir With Love (Cadet Records)
- 1967 : Pata Pata c/w Doing The Thing (Cadet Records)

### Compilations
- It Was A Very Good Year (Cadet Records)
- Swing Along With Charlie Shavers (Fresh Sound Records)

### Avec The Muse All Stars
- 1978 : Live at Sandy's! pour Buddy Tate and the Muse All Stars (Muse Records)
- 1978 : Live at Sandy's! pour Arnett Cobb and the Muse All Stars (Muse Records)
- 1978 : More… Live at Sandy's! pour Arnett Cobb And The Muse All Stars (Muse Records)
- 1978 : Live at Sandy's! - Hold It Right There!  pour Eddie « Cleanhead » Vinson and the Muse All Stars (Muse Records)
- 1978 : Sings the Blues  pour Eddie Vinson (Muse Records)
- 1978 : Live at Sandy's! - Hard Blowin'  pour Buddy Tate and the Muse All Stars (Muse Records)

### Autres disques
- 1988 : Jazz At It's Finest : EmArcy Today (EmArcy Records), 1 titre inédit de Ray Bryant Trio.
- 1990 : 100 Gold Fingers, Vol. 1 (All Art Records), 3 titres inédits de Ray Bryant en solo.

## Discographie collaborative

### Albums studio
- 1956 : Max Roach + 4 pour Max Roach Quintet (EmArcy Records) (voir aussi : Max Roach - Jazz In 3/4 Time (EmArcy, Mercury) et Max Roach + 4 and More).
- 1957 : Drum Suite pour Art Blakey and the Jazz Messengers (Columbia Records. Titre Cubano Chant)
- 1957 : Hard Bop pour the Jazz Messengers (Columbia Records)
- 1957 : Taylor's Wailers pour Art Taylor Sextet (Prestige Records, Fantasy)
- 1957 : After Glow pour Carmen McRae (Decca Records)
- 1957 : Orgy In Rhythm, Vol. 1 pour Art Blakey Percussion Ensemble (Blue Note Records)
- 1957 : Orgy In Rhythm, Vol. 2 pour Art Blakey Percussion Ensemble (Blue Note Records)
- 1957 : Abdullah's Delight c/w Elephant Walk pour Art Blakey Percussion Ensemble (Blue Note Records)
- 1957 : Ya Ya c/w Come Out Meet Me Tonigh pour Art Blakey Percussion Ensemble (Blue Note Records)
- 1957 : Cliff Jordan pour Clifford Jordan Septet (Blue Note Records)
- 1957 : Mad About The Man pour Carmen McRae (Decca Records)
- 1957 : The Coleman Hawkins, Roy Eldridge, Pete Brown, Jo Jones All Stars at Newport pour Coleman Hawkins, Roy Eldridge, Pete Brown, Jo Jones All Stars (Verve Records) (voir aussi : Coleman Hawkins/Roy Eldridge - The Newport Years, Vol. 4)
- 1957 : City Lights pour Lee Morgan Sextet (Blue Note Records)
- 1957 : Duets pour Dizzy Gillespie avec Sonny Stitt et Sonny Rollins (Verve Records) (voir aussi : Dizzy Gillespie - The Sonny Rollins/Sonny Stitt Sessions et Dizzy Gillespie/Sonny Rollins/Sonny Stitt - Dizzy, Rollins and Stitt )
- 1957 : The Greatest Trumpet of them All pour Dizzy Gillespie Octet (Verve Records)
- 1957 : Sonny Side Up pour Dizzy Gillespie, Sonny Stitt, Sonny Rollins (Verve Records)
- 1958 : Blues A La Mode pour Budd Johnson Sextet (Felsted Records, Affinity, MasterJazz)
- 1958 : Blues Groove pour Tiny Grimes and Coleman Hawkins (Prestige Records) (voir aussi Coleman Hawkins - Blues Groove)
- 1958 : Blues Wail, Pt. 1&2 pour Tiny Grimes (Prestige Records)
- 1958 : Monday Night At Birdland pour Hank Mobley Septet (Roulette Records) (voir aussi Another Monday Night at Birdland)
- 1958 : Jo Jones Plus Two pour Jo Jones Trio (Vanguard Records)
- 1958 : Callin' The Blues pour Tiny Grimes and J.C. Higginbotham Sextet (voir aussi Tiny Grimes/J.C. Higginbotham - Callin' The Blues) (Swingville Records)
- 1958 : Mae Barnes With Buck Clayton pour Mae Barnes with Buck Clayton Quartet (Vanguard Records)
- 1958 : Outskirts Of Town pour The Prestige Blues-Swingers (Prestige Records, Fantasy)
- 1958 : Soul pour Coleman Hawkins Quintet (Prestige Records, Swingville)
- 1958 : I Hadn't Anyone Till You c/w Greensleeves pour Coleman Hawkins Quintet (Prestige Records)
- 1958 : Holiday For Skins, Vol. 1 pour Art Blakey Percussion Ensemble - avec Donald Byrd (tp -2/5) Ray Bryant (p) Wendell Marshall (b) Art Taylor (d) Art Blakey (d, chant) Philly Joe Jones (d, chant, vo) Ray Barretto, Victor Gonzales, Julio Martinez, « Sabu » Martinez, Chonguito Vincente (bgo, cga) Fred Pagani (tim) Andy Delannoy (maracas) Austin Cromer, Hal Rasheed (chant) (Blue Note Records)
- 1958 : Holiday For Skins, Vol. 2 pour Art Blakey Percussion Ensemble (Blue Note Records)
- 1958 : Benny Golson And The Philadelphians pour Benny Golson Quintet (United Artists Records)
- 1958 : Music From Peter Gunn (cf. musique de film écrite par Henry Mancini) pour Aaron Bell Sextet (Lion Records)
- 1958 : Charlie Digs Paree pour Charlie Shavers Quartet (MGM Records)l
- 1959 : Stasch pour The Prestige Blues-Swingers - avec Idrees Sulieman (tp) Jerome Richardson (as, fl) Coleman Hawkins (ts) Pepper Adams (bars) Ray Bryant (p) Wendell Marshall (b) Walter Bolden (d) Jerry Valentine (arr).) (Swingville Records)
- 1959 : Blue Stompin'  pour Hal Singer Quintet (Prestige Records, Swingville)
- 1959 : Blue Stompin', Pt. 1&2  pour Hal Singer Quintet (Prestige Records)
- 1959 : Jo Jones Trio pour Jo Jones Trio (Everest Records)
- 1959 : Hawk Eyes pour Coleman Hawkins Sextet (Prestige Records, Swingville, Fantasy) (rééditions sous les titres : Coleman Hawkins - Hawk Eyes! (Prestige) et Coleman Hawkins - In A Mellow Tone (Fantasy)
- 1959 : Party Time pour Arnett Cobb Quintet (Prestige Records, Fantasy)
- 1959 : When My Dreamboat Comes Home c/w Lonesome Road pour Arnett Cobb Quintet (Prestige Records)
- 1959 : Gone With Golson pour Benny Golson Quintet (New Jazz Records, Fantasy)
- 1959 : Tiny In Swingville pour Tiny Grimes Quintet (Swingville Recoords, Fantasy)
- 1959 : Durn Tootin' c/w Annie Laurie pour Tiny Grimes Quintet (Prestige Recoords)
- 1959 : Groovin' With Golson pour Benny Golson Quintet (New Jazz Records, Fantasy)
- 1959 : Yesterdays c/w Drum Boogie pour Benny Golson Quintet (New Jazz Records)
- 1959 : Moon Faced and Starry Eyed pour Max Roach Sextet (Mercury Records) (voir aussi : The Complete Mercury Max Roach Plus Four Sessions)
- 1959 : Girl Of My Dreams pour Charlie Shavers Quartet (Everest Records)
- 1959 : Meet Oliver Nelson pour Oliver Nelson Quintet (New Jazz Records, Fantasy)
- 1959 : The Soul Of Toots pour Toots Thielemans (Signature Records)
- 1959 : Music From Victory At Sea pour Aaron Bell Sextet (Lion Records)
- 1960 : Charlie Digs Dixie pour Charlie Shavers Quartet (MGM Records)
- 1960 : Like Charlie pour Here Comes Charlie Quartet (Everest Records) (le projet d'enregistrement sous la référence Mercury MG 20562, SR 60222 de cet album fut abandonné vraisemblablement à cause d'un changement de label[13])
- 1960 : Like Charlie pour Charlie Shavers Quartet (Everest Records)
- 1960 : Aretha Franklin pour Aretha Franklin (Columbia Records)
- 1960 : Music From 77 Sunset Strip pour Aaron Bell Sextet (Lion Records)
- 1961 : Swinging With Charlie pour Charlie Shavers Quartet (Sesac Records)
- 1962 : Saturday Night Fish Fry pour Roy Eldridge, Bud Freeman, Elmer Snowden (Fontana Records)
- 1963 : The Midnight Roll pour Herb Ellis (Epic Records)
- 1963 : Tread Ye Lightly pour Clark Terry Octet (Cameo Records, Blue Moon)
- 1964 : Out Of Sight! pour Pat Bowie  (Prestige Recoords)
- 1965 : Sonny Rollins On Impulse! pour le Sonny Rollins (Impulse Records)
- 1970 : Standing Here Wondering Which Way To Go pour Marion Williams (en) (Atlantic Records)
- 1971 : The Gentle Giant pour Yusef Lateef (Atlantic Records)
- 1971 : Nubian Lady c/w Below Yellow Bell pour le Yusef Lateef Octet (Atlantic Records)
- 1973 : Hush 'N' Thunder pour le Yusef Lateef(Atlantic Records)
- 1975 : Decidedly pour le Roy Eldridge Septet (Pablo Records)
- 1976 : Soprano Sax pour le Zoot Sims Quartet (Pablo Records, Fantasy Records)
- 1976 : Wonderland pour le Benny Carter Quartet (Pablo Records, Fantasy Records)
- 1977 : Montreux '77 (Live) pour le Benny Carter Quartet (Pablo Records Live, Fantasy Records)
- 1979 : Benny Carter Jazz All Star Orchestra Live In Japan '79 pour l'Benny Carter Tentet (Paddle Wheel Records)
- 1986 : Back to the Wood pour l'Akira Ohmori Quartet (Denon Records)
- Changes (avec Miles Davis, 1955)
- Cubano chant (avec Art Blakey, 1957)
- Blues nr.3 (1959)
- Little Susie (1960)
- Slow Freight (Alone at Montreux, 1972)
- Taylor's Wailers (Prestige, NJ, 1957)

### Vidéo
- Ray Bryant '77 dans la collection Jazz in Montreux.